# Бреслау (лек крайцер, 1911)
Бреслау (на немски: SMS Breslau) е лек крайцер на Императорските военноморски сили от времето на Първата световна война. Крайцер от типа „Магдебург“.
През 1914 г. е предаден на Турция, където получава името Midilli (турското име на остров Лесбос). Заедно с линейният крайцер „Гьобен“ (на немски: SMS Goeben) води операции в Черно море. На 20 януари 1918 г.,след боя при остров Имброс, се натъква на мини и потъва с по-голямата част от екипажа си в точката 40°05′ с. ш. 26°02′ и. д. / 40.083333° с. ш. 26.033333° и. д..

## Построяване
Постройката на „Бреслау“ започва в корабостроителницата „Вулкан“ в Щетин в началото на 1910 година. На вода е спуснат на 16 май 1911 г., влиза в строй през пролетта на 1912-та.

## Технически характеристики
Дължината на крайцера е 138,7 m (136 m по водолинията), ширината – 13,5 m, а газенето – 5,1 m, с водоизместимост от – 4564 t.
На „Бреслау“ има поставени 12 скорострелни 10,5 cm SK L/45 оръдия, два разположени под водолинията 500 mm торпедни апарата, а също и зенитни оръдия. Крайцерът носи 120 морски мини за поставяне на заграждения и устройства за поставянето им. Числеността на екипажа съставлява 373 души.
През 1916 г. вмест четирите оръдия, които стоят по две в краищата, са поставени две 15-см оръдия, а през 1917 г. са поставени още четири или шест такива оръдия.
Двете турбини AEG-Vulcan, с обща мощност 33 482 к.с. и четирите винта му позволяват да развива скорост от 27,5 възела. При пълно натоварване от 1200 тона въглища и на крейсерска скорост от 12 възела „Бреслау“ може да измине 5820 морски мили.

## История на службата
През ноември 1912 г. крайцерът, заедно с „Гьобен“, влиза в състава на „дивизията на Средиземно море“.
Първата световна война провежда основно в Черно море. На 20 януари 1918 г. се натъква на минно поле на 15 мили от Дарданелите, при остров Имброс, и потъва на дълбочина 77 метра.

## Командири на крайцера
- 05.1912 – 09.1913 – Фрегатенкапитан (капитан 2-ри ранг) Леберехт фон Клитцинг
- 10.1913 – 01.1915 – Фрегатенкапитан Паул Кетнер
- 01.1915 – 02.1915 – Корветенкапитан (капитан 3-ти ранг)Рудолф Мадлунг
- 02.1915 – 08.1915 – Капитан цур зее (капитан 1-ви ранг) Леберехт фот Клитцинг
- 09.1915 – 07.1917 – Корветенкапитан Волфрам Кнор
- 08.1917 – 01.1918 – Фрегатенкапитан (капитан цур зее) Георг фон Хипел

## Известни хора, служили на кораба
- Карл Дьониц, гросадмирал, командващ подводната флота на хитлеровска Германия.

## Коментари
1. ↑  Всички данни са към момента на влизането в строй.
2. ↑  Префиксът „SMS“ е от на немски: Seiner Majestat Schiff (Кораб на Негово Величество).
3. ↑  Според немската класификация те се обозначават като малки крайцери (на немски: Kleiner Kreuzer).
4. ↑  Съгласно номенклатурата на артилерията на флота на Германската империя „SK“ (Schnelladekanone) означава „скорострелно оръдие“, а L/45 означава сравнителната дължина на оръдието в калибри. В дадения случай L/45 означава, че дължината на оръдието съставлява 45 негови калибра (105 × 45).